# Грабовиця (Свентокшиське воєводство)
Грабовиця (пол. Grabowica) — село в Польщі, у гміні Пацанув Буського повіту Свентокшиського воєводства.
Населення — 163 особи (2011).
У 1975-1998 роках село належало до Келецького воєводства.

## Демографія
Демографічна структура на день 31 березня 2011 року:
|          | Загалом | Допрацездатний вік | Працездатний вік | Постпрацездатний вік |
| -------- | ------- | ------------------ | ---------------- | -------------------- |
| Чоловіки | 86      | 22                 | 60               | 4                    |
| Жінки    | 77      | 14                 | 37               | 26                   |
| Разом    | 163     | 36                 | 97               | 30                   |